# Dankaur
Dankaur es  un pueblo y nagar Panchayat situado en el distrito de Gautam Buddha Nagar en el estado de Uttar Pradesh (India). Su población es de 13520 habitantes (2011). 

## Demografía
Según el  censo de 2011 la población de Dankaur era de 13520 habitantes, de los cuales 7180 eran hombres y 6340 eran mujeres. Dankaur tiene una tasa media de alfabetización del 77,88%, superior a la media estatal del 67,68%: la alfabetización masculina es del 86,58%, y la alfabetización femenina del 68,11%.